# SGR 1900+14
SGR 1900+14 est un sursauteur gamma mou situé dans la constellation de l'Aigle. Il s'agit d'un des trois sursauteurs gamma mous identifiés avec certitude à ce jour (2007) au sein de notre Galaxie, avec SGR 1806-20 et SGR 1627-41.
SGR 1900+14 a été envisagé être le produit d'une supernova qui aurait été vue par des astronomes asiatiques en l'an -4, mais cette interprétation reste relativement marginale, en l'absence d'éléments concrets favorisant cette relation.